# Eduard Moll (Philologe)
Eduard Moll (* 4. Dezember 1849 in Köln; † 1933 in Esslingen am Neckar) war ein deutscher Gymnasiallehrer.

## Leben
Moll besuchte in Köln die Realschule, das Realgymnasium und das Friedrich-Wilhelm-Gymnasium. Er studierte an der Rheinischen Friedrich-Wilhelms-Universität Bonn, der Friedrich-Wilhelms-Universität zu Berlin und der Georg-August-Universität Göttingen Klassische Philologie. Aktiver Corpsstudent war er bei Teutonia Bonn (1868; xx,xxx,x,x) und Verdensia Göttingen (1870; xx,xx). 1873 bestand er in Göttingen die Staatsprüfung. 1877 wurde er von der Eberhard Karls Universität Tübingen zum Dr. phil. promoviert. Im Herbst 1872 kam er als Adjunkt und Probekandidat an das Straßburger Lyceum. Am 1. Januar 1874 zum ordentlichen Gymnasiallehrer ernannt, war er ab 1874 am Gymnasium und Realgymnasium in Buchsweiler und 1882/93 am Realgymnasium/Gymnasium in Schlettstadt tätig. 1893 kam er für 12 Jahre an das Kaiserliche Lyzeum zu Metz. Er wurde 1880 zum Oberlehrer und 1893 zum Gymnasialprofessor ernannt. Unter Fürst zu Hohenlohe-Langenburg wurde er durch Bestallung vom 20. August 1905 zum Direktor an den Gymnasien und Oberrealschulen im Reichsland Elsaß-Lothringen ernannt und mit der Leitung des Gymnasiums in Gebweiler beauftragt. Das Corps Hercynia Göttingen verlieh ihm 1922 das Band. Seit Oktober 1918 lebte er in Esslingen am Neckar.

## Veröffentlichungen
- Zur Genealogie des Julisch-Claudischen Kaiserhauses. Colmar 1879. 33 S. u. 5 Tab. books.google.de
- Ciceros Aratea. Eine Studie über den Wert des Übersetzens aus Fremdsprachen. Straßburg 1891. 25 S. books.google.de